# 10799 Юкатан
10799 Юкатан (10799 Yucatán) — астероїд головного поясу, відкритий 26 липня 1992 року.
Тіссеранів параметр щодо Юпітера — 3,460.
Названо на честь Юкатану (ісп. Yucatán) — штату Мексиканської Республіки, розташований на півночі півострова Юкатан.